# 西藏勞工營
西藏勞工營，正式名稱是西藏自治區勞動力轉移計劃，是中國共產黨领导下、中国政府在西藏自治区開展的職業培訓計劃的一部分，旨在培訓技能，提供工作，改善生活水平以及使西藏人擺脫貧困。西藏自治区人民政府於2019年3月提出了一項政策文件，名為“ 2019-2020年農牧民培訓和勞動力轉移行動計劃”，其中規定了“軍人式……職業培訓”。
該計劃的許多方面被稱為強制性的，還計劃對受到宗教影響過多的藏人進行糾正“落後思想”，包括“思想教育”。培訓包括學習漢語和培養對中國共產黨“感恩”。“扶貧計劃”說，國家必須“停止養懶人”。
2020年8月，西藏自治區政府網站發布公告指出，2020年初累計至7月為止，已有超過50萬人接受了該計畫的培訓，相當於當地人口的15%。在這些總數中，有近5萬人在西藏境內工作，其他數千人則被派遣至中國其他地區。

## 阿德里安·曾茲的研究
根據詹姆斯敦基金會贊助的德國人類學家阿德里安·曾茲於2020年9月發布的一份報告，到2020年的前七個月，有超過500,000名藏人（主要是自給自足的農民和牧民）在軍事風格的培訓中心接受了培訓，專家們說這類似於勞改營。該研究補充說，培訓計劃導致大多數藏人最終從事低薪工作，例如紡織製造，建築和農業。然而，詹姆士敦的研究強調，在西藏，勞動力計劃的“強制性”可能比新疆再教育營所謂的“強制性”低。
研究結論：雖然一些藏人可能自願參加該計劃的某些或所有方面，而他們的收入的確可能因此而增加，但是存在著明顯的強迫和灌輸跡象，以及生計方式的深刻且可能永久的改變，問題嚴重。在北京越來越多地實行同化少數民族政策的背景下，這些政策可能會導致少數民族長期喪失語言、文化和精神遺產。

## 藏人流亡政府的指控
除了勞工營，2021年12月7日，流亡藏人組織指控中國政府強迫超過80萬名西藏學生入讀公立寄宿學校；學生必須學習漢語和接受黨國教育，並禁止信奉和踐行自己的宗教信仰。

## 聯合國的指控
2023年4月27日，联合国独立人权专家表示，中国在西藏的职业培训项目威胁藏族人身份认同，存在强迫劳动风险。

## 中國的反應
中國政府管理的西藏官員為“職業培訓計劃”辯護，稱該計劃使當地人獲得新的工作技能並改善生活水平。西藏人不會被迫參加該計劃，如果願意，他們可以選擇接受他們想要的培訓，例如駕駛或焊接。